# Mesoclemmys gibba
Mesoclemmys gibba là một loài rùa trong họ Chelidae. Loài này được Schweigger mô tả khoa học đầu tiên năm 1812.